# Pseudecheneis maurus
Pseudecheneis maurus är en fiskart som beskrevs av Ng och Tan 2007. Pseudecheneis maurus ingår i släktet Pseudecheneis och familjen Sisoridae. IUCN kategoriserar arten globalt som otillräckligt studerad. Inga underarter finns listade i Catalogue of Life.